# Transbrasil
TransBrasil fue una aerolínea brasileña con sede en Brasilia. Fue fundada el 5 de enero de 1955 bajo el nombre de Sadia SA Transportes Aéreos, cesó sus operaciones en diciembre de 2001. Durante la mayor parte de su historia, Transbrasil fue propiedad del empresario Omar Fontana. Su base principal era el Aeropuerto Internacional de Brasilia. Desde los años 70 y hasta su desaparición en 2002, Transbrasil fue la tercera aerolínea más grande de Brasil, tras Varig y VASP, sirviendo rutas nacionales e internacionales.

## Flota
TransBrasil operó las siguientes aeronaves en su historia:

## Accidentes e incidentes

### Como Sadia
- El 4 de agosto de 1963, un Douglas C-49E registro PP-SLL, en ruta de Joaçaba a Videira, se estrelló en una colina al acercarse a Videira debido a la escasa visibilidad. Los 10 ocupantes murieron.[5]

- El 3 de noviembre de 1967, un Handley Page Dart Herald 214, registro PP-SDJ, volando desde São Paulo-Congonhas a Curitiba-Afonso Pena, chocó contra una colina durante la aproximación para aterrizar en Curitiba. Toda la tripulación y 21 pasajeros murieron, 4 pasajeros sobrevivieron.[6][7]

### Como Transbrasil
- El 22 de enero de 1976, un Embraer EMB 110C Bandeirante, registro PT-TBD, que operaba el vuelo 107 de Chapecó to Erechim, se estrelló en el despegue en Chapecó. Siete de los nueve pasajeros y tripulantes a bordo murieron.[8][9]

- El 12 de abril de 1980, un Boeing 727-27C registro PT-TYS, operando el vuelo 303, que volaba desde São Paulo-Congonhas a Florianópolis, estaba en una aproximación instrumental al aeropuerto de Florianópolis de noche y bajo una fuerte tormenta eléctrica. El avión se salió de la pista, golpeó un cerro y explotó. Entre las causas probables del accidente están errores de velocidad y distancia, supervisión inadecuada del vuelo, fracaso para iniciar un motor y al aire y operación incorrecta de los motores. De los 58 pasajeros y tripulantes a bordo, 3 pasajeros sobrevivieron.[10][11]
- El 21 de marzo de 1989, el vuelo 801, un Boeing 707-349C de carga, registro PT-TCS, volando de Manaos a São Paulo-Guarulhos, se estrelló en el distrito de Vila Barros en Guarulhos, poco antes de aterrizar en la pista 09R. Ese día, a las 12:00 la pista iba a ser cerrada para mantenimiento y la tripulación decidió acelerar los procedimientos de aterrizaje antes del cierre (ya que eran las 11:54). En un apuro, uno de los miembros de la tripulación, por error, activó los frenos aerodinámicos y el avión perdido demasiada velocidad para tener suficiente apoyo aerodinámico. Como consecuencia, el avión se estrelló a unos 2 km del aeropuerto. Hubo 25 muertes, de los cuales tres eran miembros de la tripulación y 22 eran civiles en el lugar del accidente. Además de las 22 muertes, también hubo más de 100 heridos en tierra.[12]